# Lijst van nummer 1-hits in de Radio 2 Top 30 in 1978
Deze hits stonden in 1978 op nummer 1 in de BRT Top 30, de voorloper van de huidige Vlaamse Radio 2 Top 30.
| Nummer | Datum        | Artiest                            | Titel                                      |
| ------ | ------------ | ---------------------------------- | ------------------------------------------ |
| 148    | 7 januari    | Wings                              | Mull of Kintyre                            |
|        | 14 januari   | Wings                              | Mull of Kintyre                            |
|        | 21 januari   | Wings                              | Mull of Kintyre                            |
|        | 28 januari   | Wings                              | Mull of Kintyre                            |
|        | 4 februari   | Wings                              | Mull of Kintyre                            |
|        | 11 februari  | Wings                              | Mull of Kintyre                            |
| 149    | 18 februari  | Scott Fitzgerald & Yvonne Keeley   | If I had words                             |
|        | 25 februari  | Scott Fitzgerald & Yvonne Keeley   | If I had words                             |
| 150    | 4 maart      | ABBA                               | Take a chance on me                        |
| 149    | 11 maart     | Scott Fitzgerald & Yvonne Keeley   | If I had words                             |
| 150    | 18 maart     | ABBA                               | Take a chance on me                        |
| 151    | 25 maart     | Eruption                           | I can't stand the rain                     |
| 152    | 1 april      | Blondie                            | Denis                                      |
|        | 8 april      | Blondie                            | Denis                                      |
|        | 15 april     | Blondie                            | Denis                                      |
|        | 22 april     | Blondie                            | Denis                                      |
| 153    | 29 april     | Boney M.                           | Rivers of Babylon / Brown girl in the ring |
|        | 6 mei        | Boney M.                           | Rivers of Babylon / Brown girl in the ring |
|        | 13 mei       | Boney M.                           | Rivers of Babylon / Brown girl in the ring |
|        | 20 mei       | Boney M.                           | Rivers of Babylon / Brown girl in the ring |
|        | 27 mei       | Boney M.                           | Rivers of Babylon / Brown girl in the ring |
|        | 3 juni       | Boney M.                           | Rivers of Babylon / Brown girl in the ring |
|        | 10 juni      | Boney M.                           | Rivers of Babylon / Brown girl in the ring |
| 154    | 17 juni      | Clout                              | Substitute                                 |
| 153    | 24 juni      | Boney M.                           | Rivers of Babylon / Brown girl in the ring |
| 155    | 1 juli       | ABBA                               | Eagle                                      |
| 156    | 8 juli       | John Travolta & Olivia Newton-John | You're the one that I want                 |
|        | 15 juli      | John Travolta & Olivia Newton-John | You're the one that I want                 |
|        | 22 juli      | John Travolta & Olivia Newton-John | You're the one that I want                 |
|        | 29 juli      | John Travolta & Olivia Newton-John | You're the one that I want                 |
|        | 5 augustus   | John Travolta & Olivia Newton-John | You're the one that I want                 |
|        | 12 augustus  | John Travolta & Olivia Newton-John | You're the one that I want                 |
|        | 19 augustus  | John Travolta & Olivia Newton-John | You're the one that I want                 |
|        | 26 augustus  | John Travolta & Olivia Newton-John | You're the one that I want                 |
| 157    | 2 september  | The Abdul Hassan Orchestra         | Arabian affair                             |
| 158    | 9 september  | La Bionda                          | One for you, one for me                    |
|        | 16 september | La Bionda                          | One fore you, one for me                   |
| 159    | 23 september | Luv'                               | You're the greatest lover                  |
|        | 30 september | Luv'                               | You're the greatest lover                  |
| 160    | 7 oktober    | Olivia Newton-John                 | Hopelessly devoted to you                  |
|        | 14 oktober   | Olivia Newton-John                 | Hopelessly devoted to you                  |
|        | 21 oktober   | Olivia Newton-John                 | Hopelessly devoted to you                  |
|        | 28 oktober   | Olivia Newton-John                 | Hopelessly devoted to you                  |
| 161    | 4 november   | John Travolta & Olivia Newton-John | Summer nights                              |
| 160    | 11 november  | Olivia Newton-John                 | Hopelessly devoted to you                  |
|        | 18 november  | John Travolta & Olivia Newton-John | Summer nights                              |
| 162    | 25 november  | 10cc                               | Dreadlock holiday                          |
|        | 2 december   | 10cc                               | Dreadlock holiday                          |
|        | 9 december   | 10cc                               | Dreadlock holiday                          |
| 163    | 16 december  | Luv'                               | Trojan horse                               |
|        | 23 december  | Luv'                               | Trojan horse                               |
| 164    | 30 december  | Village People                     | Y.M.C.A.                                   |